# Hyphydrus puncticollis
Hyphydrus puncticollis är en skalbaggsart som beskrevs av Sharp 1882. Hyphydrus puncticollis ingår i släktet Hyphydrus och familjen dykare. Inga underarter finns listade i Catalogue of Life.